# 北门拱桥
北门拱桥，位于中国广东省阳江市江城区北门外，为阳江市的一个市、县级文物保护单位，类型为古建筑，公布时间为1986年4月。
北门拱桥的历史年代为清代。